# Distort Yourself
Distort Yourself è l'album di debutto del gruppo alternative rock degli Institute, pubblicato nel 2005 dalla Interscope Records.

## Tracce
1. Bullet Proof Skin
2. When Animals Attack
3. Come On Over
4. Information Age
5. Wasteland
6. Boom Box
7. Seventh Wave
8. The Heat of Your Love
9. Ambulances
10. Secrets and Lies
11. Mountains
12. Save the Robots